# StuffIt
StuffIt is een familie van datacompressie- en archiveringssoftware, ontwikkeld door Smith Micro Software. De programma's zijn beschikbaar voor Windows en macOS. StuffIt heeft een eigen bestandsformaat met de extensie .sitx.

## Producten
- StuffIt Deluxe - Het uitgebreide archiveerprogramma (Windows en Mac)
- StuffIt Standard Edition - Gelimiteerde versie (Windows en Mac)
- StuffIt Expander - Pakt alleen .zip- en .sit-bestanden uit (Windows en Mac - gratis versie)
- StuffIt Wireless/StuffIt Wireless Mobile
- StuffIt Unix/Linux
- StuffIt InstallerMaker - Maakt automatisch sfx-archieven
- StuffIt Engine SDK